# Condon épület
A Washingtoni Egyetem Condon épülete az intézmény seattle-i campusán található. A Jogi Intézet egykori székhelyéül szolgáló létesítmény névadója John T. Condon, a jogi iskola egykori dékánja.

## Története
Az 1973-ban épült létesítmény kivitelezői a Mitchell / Giurgola, valamint a Joyce / Copeland / Vaughan / Nordfors vállalatok. A jogi intézet 1974-es költöztetését követően a korábbi Condon épületet Gowen névre keresztelték. A mozgatással az intézet számára rendelkezésre álló terület növekedett.
Az új Condon épületben szimulációs tárgyalótermet, gyakorlati helyeket és olvasótermet is ki akartak alakítani. Az első fázisban a jogi könyvtárat és az összesen 500 fő befogadására alkalmas osztálytermeket adtak át. A második fázisban a könyvtár bővítése mellett ötven doktorandusznak alakítottak ki volna helyet.
Az 1982-es recesszió miatt a bővítés elmaradt, azonban a jogi intézet bővült, így több szervezeti egységnek az épületen kívül találtak helyet. Az egyetem tervei szerint a campuson szétszórt adminisztratív egységek székhelye a Condon lett volta, a fennmaradó forrásokból pedig új épületet nyitottak volna. A jogi intézet képviselői egy évtizeden át lobbiztak az iskola elköltöztetéséért.
A jogi intézet 2003-as elköltöztetését követően a Condon épület más szervezeti egységek ideiglenes székhelyeként szolgált. 2006-tól a létesítmény ideiglenesen az Épített Környezetek Főiskolájának, valamint a Mérnöki Főiskola repüléstechnikai tanszékének adott otthont.

## Elhelyezkedése
Az épület az egyetemtől négy sarokra, a Campus Parkwayen helyezkedik el. Penny Hazelton, a jogi intézet dékánhelyettese szerint az integráció hiánya gátolja az együttműködési törekvéseket.

## Kialakítása
A brutalista stílusú, földrengésbiztos épület kialakításához betont, acélt és üveget használtak fel. Az első fázis tervezői a Mitchell/Giurgola és a Joyce / Copeland / Vaughan / Nordfors cégek voltak. A betont a helyszínen keverték ki.
Sheri Olson, a Seattle Post-Intelligencer újságírója szerint az épületet stílusa miatt „a kezdetektől megvetették”. Szerinte a bunkerszerű épület „egy férfiak által uralt szakma bástyája, amelyet a beton napellenzők mögé rejtettek”. Ronald Hjorth dékán emeritus szerint a létesítmény „a kora sztálinista építészet példája. Nem lélekemelő”. Marsha King, a The Seattle Times újságírója szerint az épület egy „ronda, félretervezett húsz éves létesítmény. Szűk folyosóival, ablaktalan termeivel és a hiányzó közösségi terekkel a csupasz betonépület csak kevéssel vonzóbb egy börtönnél”. Ray Rivera szerint a létesítmény „örömtelen”.
Az egyetem szerint az épület kis alapterülete és a felhasznált anyagok miatt nehezen lenne modernizálható. 2003-ban az informatikai fejlesztések kivitelezése műszaki okokból problémás volt. Eric Feigenbaum, a The Daily of the University of Washington szerzője szerint „az egyetlen dolog, amelyben az egyetemen belül és kívül is mindenki egyetért, hogy a Condon a megnyitása pillanatától nem megfelelő a jogi intézet számára”. Az intézet több dékánja is panaszkodott az épület kialakítására; William P. Gerberding egykori rektor több ilyen kritikát is felidézett. Ronald Hjorth szerint az épület kialakítása szánalmas; elmondása szerint ha a jogi intézet székhelye a létesítményben marad, nem túl fényes jövő elé néznek.
A könyvtár az északi, a kisegítő irodák és társalgók pedig a déli oldalon helyezkedtek el. A középső folyosón a mosdókat és lifteket építették ki. Az Architectural Record folyóirat szerint a kialakítás megmutatja az épületet használók útvonalát, valamint segít a második fázis megvalósításában. A kiadvány szerint az épületben a napellenzők ellenére igyekeztek minél inkább hasznosítani a természetes fényt, továbbá a létesítmény funkciói jól szervezettek és adaptálódtak a változó szituációkhoz.

### Beltér
1999-re az épület túlzsúfolttá vált: az előadásokról késő hallgatóknak már csak a folyosón jutott hely, valamint több szervezeti egységnek is máshol béreltek irodákat. A helyhiány miatt nem volt lehetőség a kurzuskínálat bővítésére. Az osztálytermek többségében nem volt elegendő számítógép és elektromos aljzat, az épület pedig nem volt kellő mértékben akadálymentesítve.
Az ügyvédi kamara véleménye szerint az épület két pontban nem felelt meg az internetre támaszkodó jogi iskolákkal szembeni követelményeknek.

#### Könyvtár
Korábban a Condonban volt a jogi könyvtár, amely nevét Marian Gould Gallagher könyvtárigazgatóról kapta. A 3800 négyzetméteres alapterületet a második fázisban megduplázták volna, azonban erre nem került sor. Pegeen Mulhern, a Marian Gould Gallagher’s Imprint on Law Librarianship – The Advantage of Casting Bread upon the Waters című kiadvány szerzője az olvasótermeket kényelmesnek, a könyvtárat pedig sikeresnek találta.
2001-ben a könyvtár termei hét szinten (köztük az alagsorban) terültek el. A 22 be és -kijárattal rendelkező létesítményben gondot okozott a vagyonvédelem: 1996 körül a kötetek eltulajdonítása négyszázezer dolláros kárt okozott. Az 560 mm széles folyosók nem feleltek meg a mozgássérültek jogairól szóló 1990-es törvénynek. A különböző problémákból Gallagher nyugdíjba vonulásakor vicceket gyártottak.
A 2003-as költözéskor a szállítóeszközök nem fértek be a polcok közé, így a könyveket először el kellett juttatni a sorok végéig.

### Díjak
Pegeen Mulhern szerint „lehet, hogy az épület mai szemmel nem szép, de korábban több díjat is nyert”. A létesítményt 1976-ban az Amerikai Építészeti Intézet, 1977-ben pedig a Pennsylvaniai Építészek Társasága díjával tüntették ki.

## Szervezeti egységek
Az épületben található a helyi vállalkozók és startupok számára kialakított közösségi tér. 2012–2013-ban itt volt az állami etnikai kulturális központ székhelye.
Az egyetemi közösségi épület 2010 és 2012 közötti felújítása alatt az Associated Students of the University of Washington székhelye a Condon épület volt. Korábban itt voltak a Pacific Rim Law & Policy Journal (ma Washington International Law Journal) folyóirat irodái.

## Fordítás
- Ez a szócikk részben vagy egészben  a   Condon Hall (University of Washington) című angol Wikipédia-szócikk ezen változatának fordításán alapul.  Az eredeti cikk szerkesztőit annak laptörténete sorolja fel. Ez a jelzés csupán a megfogalmazás eredetét és a szerzői jogokat jelzi, nem szolgál a cikkben szereplő információk forrásmegjelöléseként.